# 從軍記章

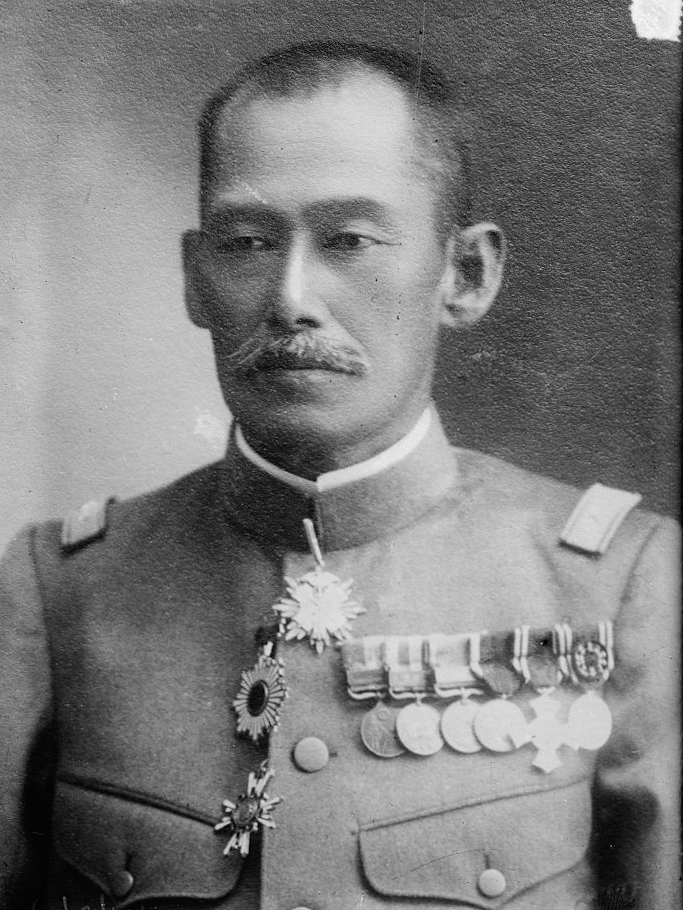
佩戴從軍記章的陆军軍官（冈市之助中将，约1910年代）

從軍記章（日语：従軍記章（じゅうぐんきしょう））是日本帝国为表彰那些為了國家而在战役和事件中服役或参与的人员而设立和授予的徽章。
它相当于西方国家的“战役奖章”（Campaign medal）。

## 從軍記章列表
下列勳章中，“支那事變記章”和“大东亚战争記章”在二战后被废除，其他記章也隨著二戰戰敗後而失效了。

### 明治七年從軍記章
这是日本帝國第一个頒布的军事徽章，也是唯一一个由贵金属（银）所制成的勳章。現已失去其法定效力。生产总数为 3,677 件 。在颁布的法條中，其名称只是單純的被稱為“從軍記章”，但为了与后来颁发的徽章相区别，因此又特別被称为“明治七年版”  。
- 出台法令：賞牌従軍牌制定ノ件（有關獎章與從軍章的制定之事）
- 頒布時間及法律字號：明治8年（1889年）4月14日太政官布告第54号[3]頒布
- 停止時間及法律字號：平成14年（2002年）8月12日政令第277号取消其規定
- 授予對象：參與出兵台湾的從軍者[5]
- 设计
  - 章面：直径8分的圆形银章
    - 正面 - 中央以两列縱書书写“従軍記章”，周围环绕着交叉的泡桐树枝。
    - 反面 - 中央写有“明治七年 歲次甲戌”两行字。

  - 紐：由银打造，並附有寫著横書的“臺灣”兩字的飾板 [6]
  - 綬帶：1寸宽，配色为中心白色，两侧為青藍色

### 明治二十七八年從軍記章
母印由池田隆雄制作 。金属部件是用从清军缴获的大炮金属制造的 。
- 出台法令：明治二十七八年従軍記章条例（1899 年军事徽章法令）
- 頒布時間及法律字號：明治28年（1899 年 ）10月9日勅令第143号[8]
- 相關法律效力：已不再有效[9]
- 授予對象：參與甲午战争的從軍者
- 设计
  - 章面：宝珠形状，1寸直徑的圓形銅章
    - 正面 - 插图为交叉的陆军团旗和海军軍旗，上方顶部带有象徵皇室的菊花徽章。
    - 反面 - 顶部边缘圍繞中心写有“明治二十七八年”，中央則有两列縱書寫写有“従軍記章”。

  - 紐： 铜制，附有饰板
  - 綬帶：1寸2分宽，配色为中心白色，两侧為青藍色

### 明治三十三年從軍記章
- 出台法令：明治三十三年従軍記章条例 （1899 年军事徽章法令）
- 頒布時間及法律字號：明治35年（1909 年）4月21日勅令第142号[10]
- 相關法律效力：已不再有效[11]
- 授予對象：北清事变的從軍者
- 设计
  - 章面：1寸直徑的圓形铜章
    - 正面 - 中央两列縱書寫有“從軍記章”字樣，下方有凤凰展翅圖騰；頂部則有菊花图案。
    - 反面 - 在中央有两行字写著“大日本帝国，明治三十三年”。

  - 鈕：铜製
  - 飾板：有著横书寫著“清國事变”字樣
  - 綬帶： 1寸2分宽，配色为青藍色為背景加上3条白线裝飾。

### 明治三十七八年從軍記章
母印的設計由多人製作：正面由池田隆雄制作，反面則由益田友雄制作 。
- 出台法令：明治三十七八年従軍記章条例（1902 年军事徽章法令）
- 頒布時間及法律字號：明治39年（1909 年）3月31日勅令第51号[13]
- 相關法律效力：已不再有效[11]
- 授予對象：日俄战争的從軍者
- 设计
  - 章面：直徑為1寸的圓形铜章
    - 正面 - 陆军团旗、海军军舰旗交叉，上为菊花，下为桐花。
    - 反面 - 盾牌中央縱書寫有“明治三十七八年戦役”字样，周围有交叉的月桂树枝和枣棕榈叶

  - 紐：铜製
  - 飾板：上有横書“從軍記章”字樣
  - 綬带：1 英寸 2 分宽，配色方案为中心深蓝色，左右绿色，两侧边缘白色线条。

### 大正三四年（大正三年乃至九年戰役）從軍記章
母印由佐藤磐制作 ，修正后的反面模印則由飯田仁三郎制作 。另外，該紀念章也被确立为國際象征，以纪念 協約國在第一次世界大戰中的勝利。
- 出台法令：大正三四年従軍記章令（後更名為“大正三年乃至九年戦役従軍記章令” [16]）
- 頒布時間及法律字號：大正4年（1919年）11月6日勅令第203號[17]
- 相關法律效力：已不再有效[18]
- 授予對象：參與第一次世界大战（青島戰役）和西伯利亞干涉的從軍者[19]
- 设计
  - 章面：直徑為1寸的圓形铜章
    - 正面 - 交叉擺設的陸軍聯隊旗和海軍軍䚀旗，底部為交叉的泡桐树枝，頂部則有菊花纹章。
    - 反面 - 初期版為中央縱書寫有“大正三四年戰役”字樣，修改後版本為中央寫有兩列縱書：“大正三年 乃至九年”字樣，并在底下寫“戰役”兩字

  - 紐：銅製
  - 飾板：上面有著横書的“從軍記章”字樣
  - 綬带：1寸2分宽，配色為中心白色，左右兩側深藍色

### 昭和六年乃至九年事變從軍記章
该原型是由日名子実三受造幣局委托制作的。章面正面的金鵄象征着圣战， 而背面则以象征大和精神的樱花为背景， 放置了代表新武器的铁盔帽另外，金鹅所坐的盾牌和铁帽，都有“防勢”、“防御”之意。 轴上饰有《古事记》中也出现过的瑞草荫藤，以表达事變的榮耀  。丝带的红色代表大和人民的坚强血统、红色真诚和日本国旗，  ，黄色代表满洲国的诞生 。由于产量巨大，部分工序外包给了私人公司生產 。
- 出台法令：昭和六年乃至九年事変従軍記章令
- 頒布時間及法律字號：昭和9年（1930年）7月23日勅令第225号[22]
- 相關法律效力：已不再有效[23]
- 授予對象：參與满洲事变和第一次上海事变的從军者
- 设计
  - 章面：直径3cm的圆形青铜章
    - 正面 - 描绘一隻金鵄栖息在古老的盾牌上，有背光，顶部有菊花徽章。
    - 反面 - 陆军和海军的铁帽以散落的樱花为背景，空白处从右到左以十字形写有“昭和六至九事变”三行字样在底部。

  - 鈕：青铜制，正面和背面都有日陰蔓的图案
  - 飾版：青铜，横写“军事徽章”
  - 綬带：宽3.6厘米，配色方案为中心深红色，向边缘移动为黄色、浅粉色、褪色猩红色和红虾棕色。

### 支那事變從軍記章
為発行数量最多的從軍記章。由於接下來設立的大東亞戰役勳章在沒有頒發及授予的情況下就被同盟國廢除了，因此它是實際上的最後一個從軍記章。
1940年（昭和15年）4月28日之前所有在軍中服役的人員，以及同年4月29日以後在軍中犧牲的部分人員，以及協助服兵役並取得成績的部分人員，共計約有340萬人被授予該勳章。。
原型是由日名子実三製作。本章與昭和六年乃至九年事變從軍記章一起被定位為“雙生章”，而與金鵄同樣在神武東征故事中出現的神鳥八咫烏（儘管有兩條腿）也被放置在正面的中央，且兩枚獎章的鈕飾同樣採用日陰蔓做裝飾。
八咫烏有歌頌皇軍的戰績是在神靈的指引下前進之意，而徽章反面的山巒、雲海和波浪也蘊含著「海行兮」的精神。
綬帶的赤色象徵忠誠之心、紅色則代表戰鬥，香色・納戸色・濃桔梗色則象徵戰場中出現的各種山河、天空及海洋，進而代表軍人的忠誠及勇武，更代表了能完全掌握了制空權及制海權的軍力、據說，將這些每種顏色的經線與象徵和平的白色緯線結合起來，代表了中國事變的主要目的。。
此外，考慮到當時的情況，金屬部件是通過重複使用舊硬幣和鑄造的邊角料來製造的，並且還通過使裝飾板變薄和使手柄變薄來努力節省材料。
由於生產數量有限，繼昭和六年乃至九年事變從軍記章之後，該章還承包給私人公司來製造和組裝零件。
後來「支那事変」這個名稱也被吸收到「大東亞戰爭」中，1940年4月29日以後支那事變中的許多功勳獎章也與大東亞戰爭中的功勳獎章合併在一起。其規定也被修改，並決定那些被授予了新設立的大東亞戰爭從軍記章的人將不再授予支那事変記念章。1946年3月29日，大東亞戰爭從軍章與支那事變紀念章一起被廢止。
- 出台法令：支那事変従軍記章令
- 頒布時間及法律字號：昭和14年（1945年）7月27日勅令第496号[31]
- 停止時間及法律字號：昭和21年（1945年）3月29日勅令第177号[30]
- 授予對象：參與支那事變的從軍者
- 设计
  - 章面：直径為3cm的圆形青铜章
    - 正面 - 交叉擺放的陸军旗和海军旗，中央为八咫烏、瑞云以及光芒照耀，顶部則有菊花纹章。
    - 反面 - “支那事変”横写于山海之间的云彩之中。

  - 紐：青铜制，正面和背面都有日陰蔓的图案
  - 飾版：青铜制，横写“军事徽章”
  - 綬带：宽度 3.6 厘米。配色為中心有著一条红线，並由深红色到黃棕色再到青藍色再到深桔梗色的往外擴散。

### 大東亞戰爭從軍記章
这是最后设立的军事徽章。原型由日名子実三制作 。章正面中央的菊花图案向四面八方延伸出光芒，象征“天下万物沐浴威严之意”。一对长剑代表陸海军队，边缘的樱花代表士兵的忠诚和勇气，据说每种颜色的丝带都代表菖蒲，並取其諧音“尙武”的含意   。同一章节的设计亦刊登于报章 ，并计划将部分制造工序外包給私人公司製作 。但太平洋战争末期，由于战局恶化、国力下降，原先用於紀念章製作的铜金屬被优先用于军事用途，因此紀念章的成分改用於東南亞大量產出的锡所取代 。而原本是獨立製作的章面和飾板在後來則是改為一体成型製造的，紀念章的反面則除了中心的盾形和铭文外，已被設計成省略为简单的平面饰面。整體品質比起以前的從軍章和纪念章還差。虽然该奖项在战争结束时获得批准，以纪念大约 300,000 名在战争中丧生的人，但徽章的生产被推迟了， 并且在只完成了大约 10,000 枚时战争就失败了 。最终，大部分作品被占领军销毁，没有送给目标民众  ，并于1946年3月29日因駐日盟軍總司令所頒布的禁止使用“东亚战争”字样的命令 而与「支那事变從軍章」及「支那事变纪念章」一起被废除。因此，它被勋章和徽章收藏家称为“夢幻的從軍記章”  。
- 出台法令：大東亜戦争従軍記章令
- 頒布時間及法律字號：昭和19年（1945年）6月21日勅令第417号[41]
- 停止時間及法律字號：昭和21年（1945年）3月29日勅令第177号
- 授予對象：參與大东亚战争的從軍者
- 设计
  - 章面：直径3cm的圆形錫章
    - 正面 - 中央是四面八方的光芒，一对长剑，顶部有菊花纹章，边缘有樱花裝飾。
    - 反面 - 插图中央有一个盾牌，上面竖写着“大东亚战争”。

  - 钮：锡制，表面有勾玉图案、管玉、圆珠
  - 饰板：锡制，横書写有“從軍記章”
  - 綬带：宽度 3.6 厘米。配色方案为中心黄色，向边缘移动为萌黄、纳多色和深桔梗色。

## 满洲国的從軍記章

### 国境事変從軍記章
它是满洲国為了獎賞參與和中国事变有关的“边境事件”（诺门罕事件）的軍人而设立并颁发的军章，然而也有许多日本士兵也获得了該獎章 。
- 出台法令：国境事変従軍記章令
- 頒布時間及法律字號：康德7年（1940年）11月25日勅令第310号[42]
- 授予對象：參與诺门罕事件的從軍者
- 设计
  - 章：直径為3cm的圆形銅鋅合金
    - 正面 - 底部是地球的图形，中间是鸽子、天云和初升的太阳，顶部是兰花冠。
    - 反面 - 中央瑞云上方横写“边境事件”

  - 鈕：丹銅製
  - 饰版：丹銅製，橫書写有“從軍記章”
  - 綬带：宽3.6cm，配色为中心深黄色，左右淡黄色，两侧靛蓝色

## 相关项目
- 略勳
- 勋章
- 奖章

## 註解
1. ↑  1944年3月8日，大東亞戰爭從軍記章設立前，臨時輔助幣貨幣曾改為錫幣。

## 來源
1. ↑  『造幣局長年報書 1冊』 - 國立國會圖書館デジタルコレクション、2019年8月15日閲覧。
2. ↑  長岡規矩雄『戦時回顧 私の雑記帳』磯部甲陽堂、1942年9月20日、p. 27 - 30
3. ↑  Template:国立国会図書館デジタルコレクション、2019年8月4日閲覧。
4. 1 2  平山晋『明治勲章大図鑑』国書刊行会、2015年7月15日、p. 162-164
5. ↑  実際の授与は1877年（明治10年）以降に開始したが西南戦争の影響により遅延し、また従軍者のうちで西郷隆盛方（薩軍）に加わった者には与えられなかった[4]。
6. ↑  勲章制度について打ち合わせていた1874年（明治7年）の段階では、飾版の字案には「台湾」のほか、同年に発生した佐賀の乱を反映した「佐賀」も挙げられていたが、後者は発行されることはなかった[4]。
7. ↑  造幣局 1928，第29頁- 34コマ目。
8. 1 2  http://dl.ndl.go.jp/info:ndljp/pid/2946960/1、2019年8月4日閲覧。
9. ↑  明治二十七八年従軍記章条例 （页面存档备份，存于）、2019年7月25日閲覧。
10. ↑  『明治二十七八年従軍記章条例』 - 國立國會圖書館デジタルコレクション、2019年8月4日閲覧。
11. 1 2  明治三十三年従軍記章条例 （页面存档备份，存于）、2019年7月25日閲覧。
12. ↑  造幣局 1928，第32頁- 37コマ目。
13. ↑  http://dl.ndl.go.jp/info:ndljp/pid/2950163/11、2019年8月4日閲覧。
14. ↑  造幣局 1928，第38頁- 43コマ目。
15. ↑  造幣局百年史（資料編） p 384
16. ↑  『大正三四年記章令中改正』 - 國立國會圖書館デジタルコレクション、2019年8月4日閲覧。
17. ↑  『大正三四年従軍記章令』 - 國立國會圖書館デジタルコレクション、2019年8月4日閲覧。
18. ↑  大正三年乃至九年戦役従軍記章令 （页面存档备份，存于）、2019年7月25日閲覧。
19. ↑  当初は第一次大戦のみを指す従軍記章（大正三四年従軍記章）であったが1920年（大正9年）に改正され（大正9年3月10日勅令第41号）、第一次大戦末期から戦後にかけて行われたシベリア出兵も一括にされた（大正三年乃至九年戦役従軍記章）。
20. 1 2 3 4 5 6 7 8 9  『造幣局七十年史』 - 國立國會圖書館デジタルコレクション、2019年8月15日閲覧。
21. 1 2 3 4
22. ↑  『昭和六年乃至九年事変従軍記章令』 - 國立國會圖書館デジタルコレクション、2019年8月4日閲覧。
23. ↑  昭和六年乃至九年事変従軍記章令 （页面存档备份，存于）、2019年7月25日閲覧。
24. 1 2 3  寺田近雄 2011，第351頁.
25. 1 2  広田肇一『日名子実三の世界 昭和初期彫刻の鬼才』思文閣、2008年9月15日、p. 101 - 102
26. ↑  総理府賞勲局『賞勲局百年資料集 上』1978年7月15日、p. 451-452
27. ↑  Template:国立公文書館デジタルアーカイブ、2019年10月21日閲覧。
28. ↑  1931年（昭和6年）に八咫烏（3本足）をあしらった大日本蹴球協会のシンボルマークをデザインしたことがある日名子は、当初制作した支那事変従軍記章の粘土原型でも八咫烏を3本足で表していた[25]。しかし、これについて、八咫烏を3本足とするのは中国の伝説における三足烏と混同されたもので、八咫烏を3本足か2本足のいずれかに定める根拠は存在しないとする意見が政府局内から挙がり、その結果「今殊更三足トナシテ支那流ニ阿ル要ナク况ンヤ支那克服ノ従軍記章ニ之ヲ使用スルハ適当ナラス」として、当時交戦国であった中国に関わる要素を排除するべく、2本足に修正した上で制定・発行された経緯がある[25][26][27]。
29. ↑  http://dl.ndl.go.jp/info:ndljp/pid/2961731/2、2019年8月4日閲覧。
30. 1 2 3  http://dl.ndl.go.jp/info:ndljp/pid/2962270/4、2019年8月13日閲覧。
31. ↑  http://dl.ndl.go.jp/info:ndljp/pid/2960261/1、2019年8月4日閲覧。
32. 1 2 3  朝日新聞. . 朝日新聞 (朝日新聞社). 1944-06-21: 3.
33. ↑  造幣局百年史（資料編） p 212
34. 1 2
35. ↑  造幣局では100万個の製造計画が立てられ[33]、一方の賞勲局では600万人以上への授与が見込まれていた[34]。
36. 1 2  寺田近雄 2011- 巻頭口絵
37. ↑  寺田近雄 2011，第59頁.
38. ↑  ただし破棄処分を免れたものもあり、数十個の「本物」が現存しているとされる[37]。
39. ↑  川村皓章『勲章ものがたり 栄典への道』、p. 106
40. ↑  http://dl.ndl.go.jp/info:ndljp/pid/2961731/2、2019年8月4日閲覧。
41. ↑  『国境事変従軍記章令』 - 國立國會圖書館デジタルコレクション、2019年8月31日閲覧。